# San Bernardo (Nariño)
San Bernardo è un comune della Colombia facente parte del dipartimento di Nariño.
L'abitato venne fondato da un gruppo di coloni alla fine del XIX secolo, mentre il comune venne istituito il 26 novembre 1992 con parte del territorio di Albán.